# Coelichneumon pulcher
Coelichneumon pulcher là một loài tò vò trong họ Ichneumonidae.